# Franciscanos de María
Los Franciscanos de María son una asociación internacional católica, con aprobación pontificia, que en palabras del decreto que la aprobaba,

ha producido en la vida de numerosos fieles cristianos, convirtiéndose en un auténtico camino y escuela de santidad y apostolado

## Historia
Los Franciscanos de María fueron fundados en 1988 por el sacerdote Santiago Martín en Madrid y recibieron la primera aprobación eclesiástica de manos del arzobispo de Madrid, cardenal Ángel Suquía, en 1993, como Asociación Pública de Fieles de Derecho Diocesano. Desde dicho momento el movimiento se fue instalando por otras diócesis españolas localizándose primero en Irún (Guipúzcoa) y más tarde, Alicante, Oviedo, Valencia, Barcelona, Riaza. En el año 2000 se instaló con firmeza en América (aunque ya había allí comunidades previas) desde Chile hasta Canadá. Del mismo modo se instaló en varios países europeos, en especial, Polonia, Holanda, Italia y Alemania. Existe algunas "escuelas de agradecimiento" en Asia (en concreto en Sri Lanka) pero aún es una presencia testimonial. En este momento, los Franciscanos de María están en 65 países en 5 continentes y jurídicamente forman parte de dicha asociación unos 25 000 fieles. El Consejo Pontificio para los Laicos, siendo Papa Benedicto XVI, decretó el reconocimiento de los Franciscanos de María como asociación internacional de fieles el 25 de marzo de 2007, día de la Encarnación del Señor y el acto oficial de entrega de este decreto tuvo lugar en la Ciudad del Vaticano el 26 de junio de 2007.

## Carisma
La aprobación pontificia de esta institución afirma que el carisma propio de esta institución es "el agradecimiento". Imitando a la Virgen María y a San Francisco de Asís, adoptarán como claves de su agradecimiento su sencillez, su pobreza, su humildad, su fidelidad a la Iglesia, su compasión hacia todo el que sufre, su profunda alegría y su aceptación de la voluntad divina.